# Dariusz Fornalak
Dariusz Henryk Fornalak (ur. 15 października 1965 w Katowicach) – polski piłkarz i trener. Występował na pozycji środkowego pomocnika, lub obrońcy, dwukrotny reprezentant Polski.

## Kariera piłkarska
Jako piłkarz najdłużej grał w drużynie Ruchu Chorzów – spędził tam 12 sezonów (1983–1995), rozegrał 298 meczów i strzelił 12 bramek. W tym czasie został także powołany do reprezentacji Polski na mecze z Gwatemalą i Meksykiem. Z Ruchem zdobył tytuł Mistrza Polski w 1989 roku. Z drużyny odszedł w atmosferze skandalu będąc nieoficjalnie oskarżonym o sprzedanie meczu z Górnikiem Zabrze wraz z Mirosławem Mosórem i Dariuszem Gęsiorem. Według relacji ostatniego z nich: „Okoliczności odejścia z Ruchu nie były najbardziej przyjemne, ale ja do tych spraw już nie wracam. Najważniejsze dla mnie było, że jak potem przyjechałem na Cichą z nowym klubem, to kibice przyjęli mnie ciepło, natomiast wygwizdali działaczy, którzy nas tak źle potraktowali”.

## Kariera trenerska
Powrócił w 2003 r., po trzecim w historii spadku Ruchu do II ligi, w charakterze II trenera u boku Jerzego Wyrobka. Po rezygnacji Wyrobka ze stanowiska, od 5 maja do 22 listopada 2005 Dariusz Fornalak był pierwszym trenerem Ruchu, jednak po wyjazdowej porażce 1:2 z Polonią Bytom został zwolniony.
W sezonie 2006/2007 został trenerem bytomskiej Polonii, zastępując na ławce trenerskiej Michała Probierza, który został trenerem Widzewa Łódź. W rundzie jesiennej zajął z Polonią piąte miejsce w tabeli II ligi.
Wiosną tylko dopełnił dzieła i bytomianie po raz pierwszy od 21 lat awansowali w sezonie 2007/2008 do Ekstraklasy, a Fornalak rozpoczął kurs mający na celu uzyskanie licencji trenerskiej UEFA Pro Licence.
Został zwolniony w grudniu 2007 r. ze stanowiska, a jego miejsce zajął Michał Probierz.
21 czerwca 2010 r. został trenerem GKS-u Katowice. 28 sierpnia 2010 po przegranym meczu ligowym z Podbeskidziem Bielsko–Biała (1:6) podał się do dymisji.
Od 24 maja 2011 do 30 czerwca 2012 pełnił funkcję pierwszego trenera Polonii Bytom. W latach 2013–2014 Fornalak pełnił funkcję asystenta trenera Ján Kociana w Ruchu Chorzów. Pod koniec 2014 roku, przeniósł się do Pogoni Szczecin, gdzie również został asystentem słowackiego szkoleniowca. Piątego kwietnia 2018 roku został trenerem Ruchu Chorzów, gdzie pracował do 1 listopada 2018 roku.

## Reprezentacja Polski
| Występy w reprezentacji Polski | Występy w reprezentacji Polski | Występy w reprezentacji Polski | Występy w reprezentacji Polski | Występy w reprezentacji Polski | Występy w reprezentacji Polski | Występy w reprezentacji Polski | Występy w reprezentacji Polski |
| l.p.                           | Data                           | Miejsce                        | Przeciwnik                     | Rezultat                       | Rozgrywki                      | Grał                           | Uwagi                          |
| ------------------------------ | ------------------------------ | ------------------------------ | ------------------------------ | ------------------------------ | ------------------------------ | ------------------------------ | ------------------------------ |
| 1.                             | 12 lutego 1989                 | Gwatemala                      | Gwatemala                      | 1:0                            | towarzyski                     | od 46'                         |                                |
| 2.                             | 14 lutego 1989                 | Puebla                         | Meksyk                         | 1:3                            | towarzyski                     | od 67'                         |                                |